# John Mercer Langston House

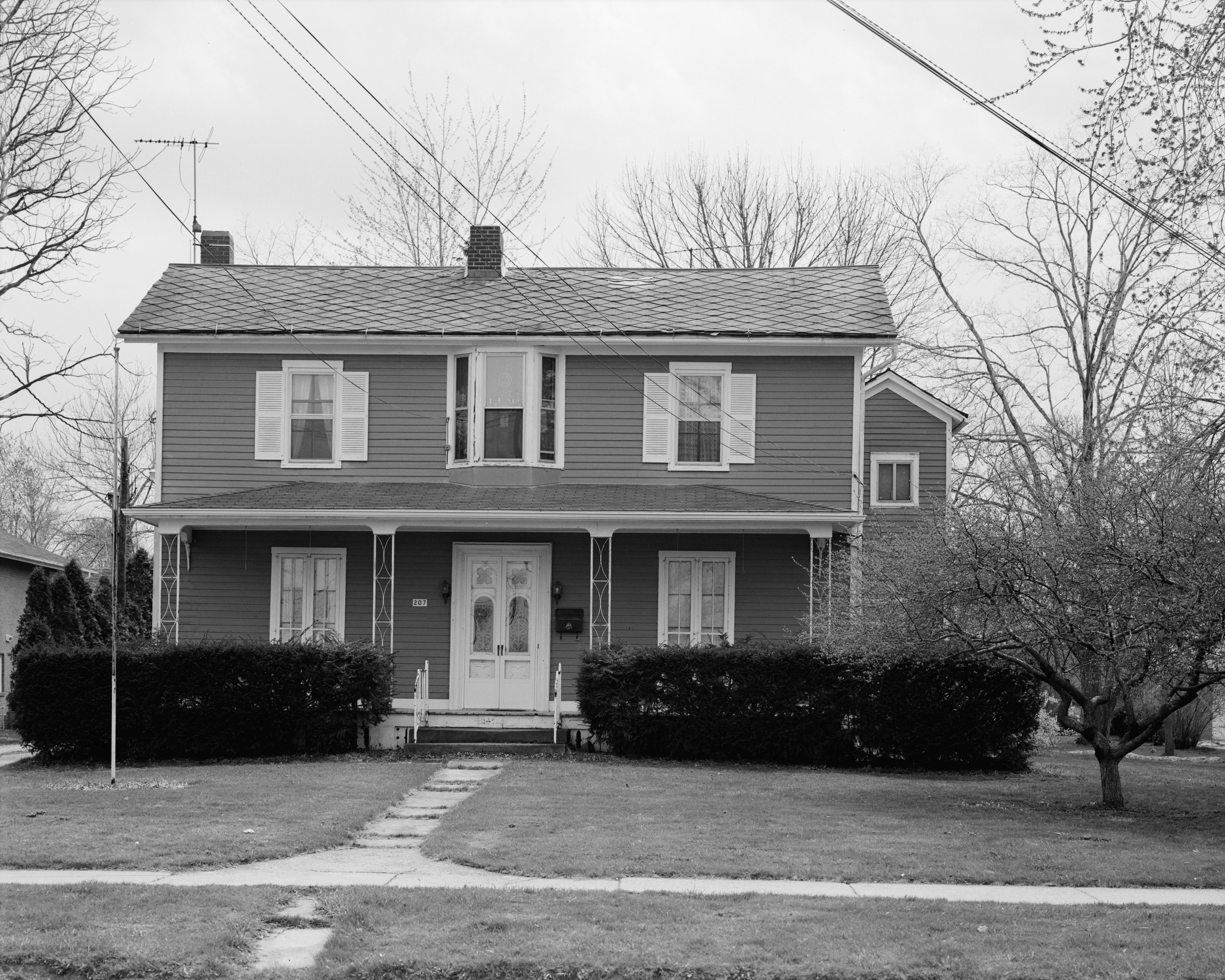
John Mercer Langston House (1968)

Das John Mercer Langston House ist ein historisches Haus in Oberlin und steht im Lorain County im US-Bundesstaat Ohio, in den Vereinigten Staaten. Das 1855 errichtete Haus befindet sich an der East College Street auf Nummer 207, und ist heute in Privatbesitz.
Von 1856 bis 1867 war das Dachschindelbauwerk Wohnsitz des schwarzen Anwalts und Politikers John Mercer Langston, einer der bekanntesten und einflussreichsten Bürgerrechtler des 19. Jahrhunderts.
Die Wände des im Neugotikdesign ausgestatteten Einfamilienhauses sind aus Backstein und zum Teil holzverschalt.
Das John Mercer Langston House erhielt am 15. Mai 1975 den Status eines National Historic Landmarks. zuerkannt und als Gebäude in das National Register of Historic Places eingetragen.